# Cavron-Saint-Martin
Cavron-Saint-Martin är en kommun i departementet Pas-de-Calais i regionen Hauts-de-France i norra Frankrike. Kommunen ligger i kantonen Hesdin som tillhör arrondissementet Montreuil. År 2022 hade Cavron-Saint-Martin 432 invånare.

## Befolkningsutveckling
Antalet invånare i kommunen Cavron-Saint-Martin
| Referens: INSEE |